# Johann Melchior Hinüber
Johann Melchior Hinüber (* Februar 1672 in Hildesheim; † 26. Dezember 1752 ebenda) war ein Jurist und Autor juristischer Werke.

## Familie
Die Familie Hinüber stammte aus dem Amt Angermund, verzweigte sich mehrfach und wurde im 18. Jrh. sogar adelig. Sein Großvater Leur Hinüber brachte von dem Gut Hinüber im Herzogtum Berg Mittel mit, die ihm die Gründung des Postwesens in Hildesheim und Hannover erlaubten. Sein Vater war in Hildesheim Ratsherr. 1715 heiratete er die jüngste Tochter von Georg Heinrich Roden. Ihr Sohn Georg Heinrich Hinüber wurde 1721 in Einbeck geboren; auch er wurde Jurist.
Die Familie von Hinüber zählte im 18. und 19. Jahrhundert zu den sogenannten Hübschen Familien.

## Wirken
Er besuchte das Gymnasium Andreanum in Hildesheim und studierte an der Universität Jena. 1694 ging er nach Hannover. Dort lernte er Gottfried Wilhelm Leibniz kennen und wechselte Briefe mit ihm, u. a. machte er Leibniz 1696 auf Nikolaus Christoph Lyncker und Gabriel Wagner aufmerksam. Auf Empfehlung von Leibniz ging der dann nach Hamburg zu Vincent Placcius, der dort Amtsvorgänger von Johann Albert Fabricius war. 1697 wurde er Consulent in Celle. 1700 wurde er bis 1704 Syndicus und Landrentmeister in Sachsen-Lauenburg. 1702 wurde er an der Universität Gießen promoviert.
1705 wurde er Syndikus in Einbeck. Dort war er lange Jahre vielfältig erfolgreich tätig, gründete u. a. eine Armenschule und war vertretungsweise auch auf den Gerichtssitzen derer von Campen in Kirchberg und Ildehausen tätig. Da man ihn nicht zum Bürgermeister Einbecks wählte, legte er sein Amt nieder. An seinen nächsten beiden Stationen, Hildesheim ab 1733 und Göttingen ab 1737, konnte er nicht mehr an seine früheren Erfolge anknüpfen, so dass er nach Hildesheim zurückging und seitdem dort im Ruhestand lebte. An seiner Grabstelle in einer Kirche in Hildesheim brachte man folgenden Text an:
JOHANN MELCHIOR HINÜBER I. u. D.

Nobilitate familiae pariter

ac strenuo pietas et iustitae cultu

clarissimus

illustrium statuum Ducatus Lauenburgici

syndicus et rationum administer

nec non

praeclarae Ciuitati Einbeckensi a consiliis

in patriam huc reuersus

coelestem petiit

d. 26 Dec. 1752

aetatis 81

## Werke
- De jure vasalli specimen controversiarum ... – 1694
- Dicastica nova [et] dogmatica oder Lehre von der Justiz ... – 1739
- Kleine Schriften von Verbesserung des Justiz-Wesens ... – 1750
- Neue Vorschläge, wie nicht allein auf Universitäten die Rechts-Lehre ... – 1746
- Nova [et] methodica delineatio totius doctrinae de emendatione ... – 1739